# 树高
树高是指树根与树上最高分枝尖端之间的垂直距离。树高比较难以精确测量，常见方法主要用目测法、测高器法、遥感法以及模型预估法。